# گوئیدو گرابو
گوئیدو گرابو (آلمانی: Guido Grabow؛ زادهٔ ۷ اکتبر ۱۹۵۹) قایقران روئینگ اهل آلمان بود.